# Utelle
Utelle (Occitaans: Uelhs; Italiaans (verouderd): Utello) is een gemeente in het Franse departement Alpes-Maritimes (regio Provence-Alpes-Côte d'Azur) en telt 488 inwoners (1999). De plaats maakt deel uit van het arrondissement Nice.
Utelle is een prachtig bergdorp en heeft mooie vergezichten. Ook heeft het een prachtige kerk, gebouwd in de 14de en 15de eeuw en opgericht ter ere van Saint-Véran. De kerk is gebouwd in Barokstijl en het interieur is verrassend door zijn rijkdom. Het altaarstuk is uit walnoothout gesneden. De inrichting bevat vele schilderijen. 
Zo'n 6 km. verder op is de Madonna van Utelle (Notre-Dames-des-Miracles) te vinden. Dit heiligdom ligt op 1180 meter hoogte en wordt jaarlijks door vele pelgrims bezocht. Op de bergtop heb je een 360° uitzicht op de Var- en Tinéevallei. 

## Geografie
De oppervlakte van Utelle bedraagt 65,1 km², de bevolkingsdichtheid is 7,5 inwoners per km².
De onderstaande kaart toont de ligging van Utelle met de belangrijkste infrastructuur en aangrenzende gemeenten.

## Demografie
Onderstaande figuur toont het verloop van het inwonertal (bron: INSEE-tellingen).
Vanwege een beveiligingsprobleem met de MediaWiki Graph-software is het momenteel niet mogelijk deze grafiek weer te geven. Zodra de software is bijgewerkt zal de grafiek vanzelf weer zichtbaar worden.